# USS LST-314
O USS LST-314 foi um navio de guerra norte-americano da classe LST que operou durante a Segunda Guerra Mundial.